# Heliometer

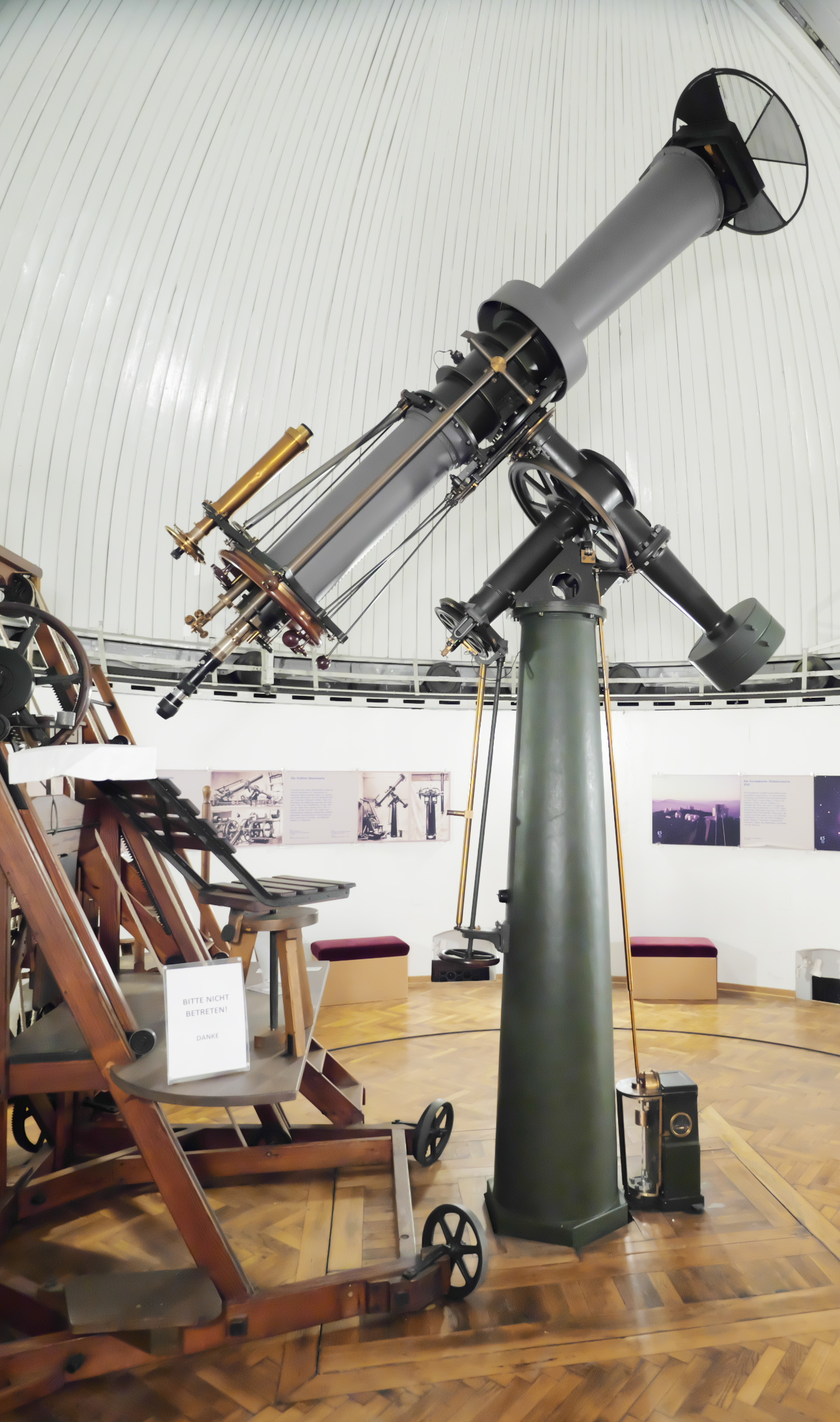
Großes Heliometer von A. Repsold & Söhne von 1894 in der Kuffner-Sternwarte in Wien-Ottakring.

Das Heliometer ist ein historisches Messinstrument der Astronomie zur präzisen Messung sehr kleiner Winkel. Es war zunächst für die Bestimmung eventueller Schwankungen des Sonnendurchmessers bzw. der lange vermuteten Sonnenabplattung gedacht, wurde dann aber auch zur Durchmesserbestimmung anderer Himmelskörper und für die Abstands- und Positionswinkelmessung von Doppelsternen eingesetzt.
Das Heliometer ist ein Fernrohr, dessen Objektivlinse entlang eines Durchmessers durchgeschnitten ist. Die beiden Hälften lassen sich an der Schnittlinie gegeneinander verschieben, so dass das beobachtete Bildfeld doppelt abgebildet wird. Zur Messung des Winkelabstands zweier Sterne im Bildfeld wird das Bild des einen Sterns mit dem Bild des zweiten Sterns zur Deckung gebracht und die Verschiebung der Objektivhälften mit einem Nonius gemessen. Bei der Sonne bringt man die zwei gegenüberliegenden Sonnenränder zur Deckung, analog verfährt man bei der Durchmesserbestimmung von Mond und Planeten. Da die Richtung der Bildverschiebung durch die Schnittlinie der Objektivlinse vorgegeben ist, muss die Linse drehbar gelagert sein, um beliebige Sternabstandsrichtungen messen zu können. Anders als bei der Winkelmessung mit Faden und Skala in der Bildebene eines Keplerfernrohrs mit Hilfe eines Fadenkreuzokulars ist bei einem Heliometer kein Faden und somit auch keine Fadenbeleuchtung erforderlich.
Die ersten Heliometer (Doppelbildmikrometer) wurden 1743 von Servington Savary in England und 1748 von Pierre Bouguer in Frankreich gebaut, später auch – und besonders präzise – von Joseph Fraunhofer. Mit einem derartigen Gerät konnte Friedrich Wilhelm Bessel 1838 die erste Fixsternparallaxe an 61 Cygni bestimmen und die Entfernung dieses Sterns berechnen.
Ein 1755 von der Londoner Werkstätte von John Dollond für die Sternwarte Gotha gebautes Heliometer ist in der Astronomieausstellung des Deutschen Museums in München ausgestellt. Sogar noch funktionsfähig ist das 1893 von den Firmen Repsold und Söhne (Mechanik) und Steinheil (Optik) errichtete Heliometer der Kuffner-Sternwarte in Wien. Es ist mit einem Objektivdurchmesser von 217 mm und einer Brennweite von 3 m das größte Instrument dieser Art.
Als es mit Hilfe der Astrofotografie möglich wurde, durch ein Fernrohr hindurch zu fotografieren, nahm die Bedeutung der Heliometer ab, da die Winkelabstände von Sternen auf den Aufnahmen mit hoher Genauigkeit gemessen werden können. Messungen direkt am Fernrohr waren dadurch nicht mehr nötig.

Heliometer
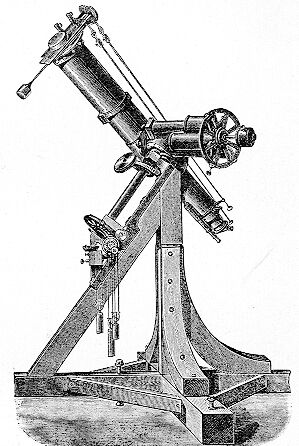
Das Fraunhofer-Heliometer von Friedrich Wilhelm Bessel in der Königsberger Sternwarte.
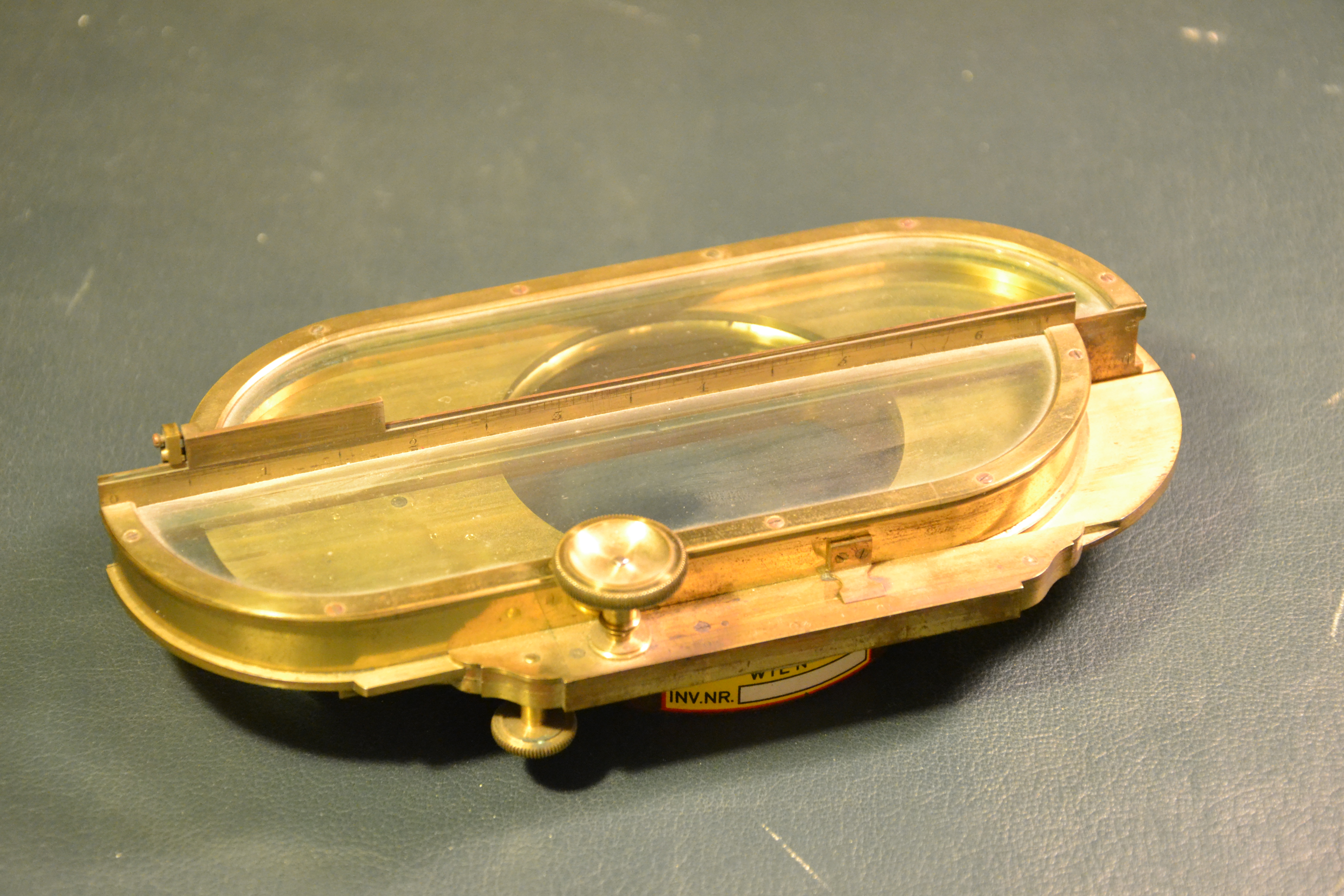
Heliometerlinse von Dollond, um 1790 (Universitätssternwarte Wien), zum Vorsatz vor einen Refraktor mit 6,7 cm Öffnung. Die Linsenhälften werden mit der Schraube gegeneinander verschoben, Ablesung der Verschiebung auf der Skala (mit Nonius) in der Mitte.
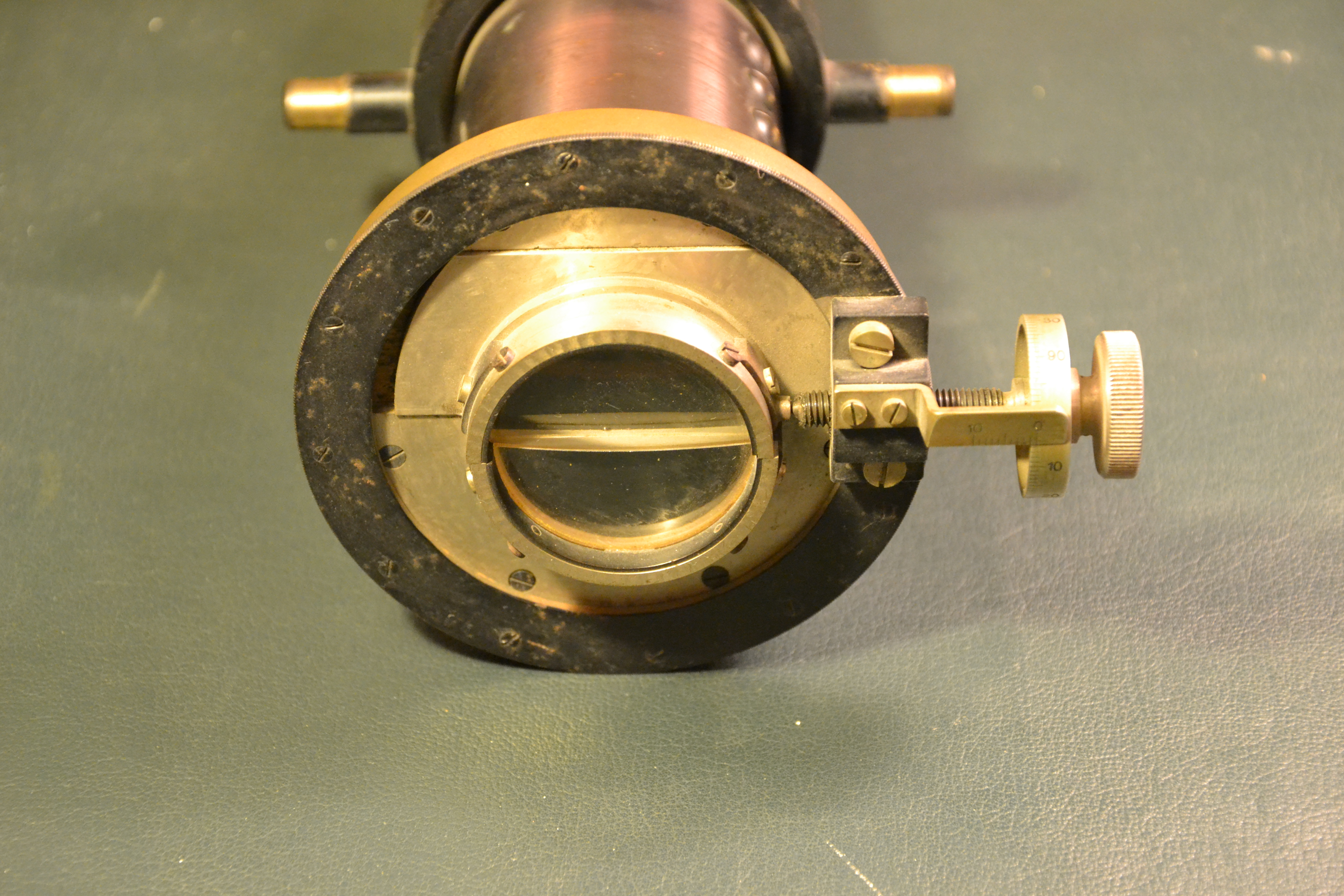
Heliometer von Carl Bamberg, Berlin-Friedenau, um 1880/90 (Universitätssternwarte Wien). Der Linsendurchmesser beträgt 4,2 cm, die Linsenhälften werden mit der seitlichen Mikrometerschraube gegeneinander verschoben.
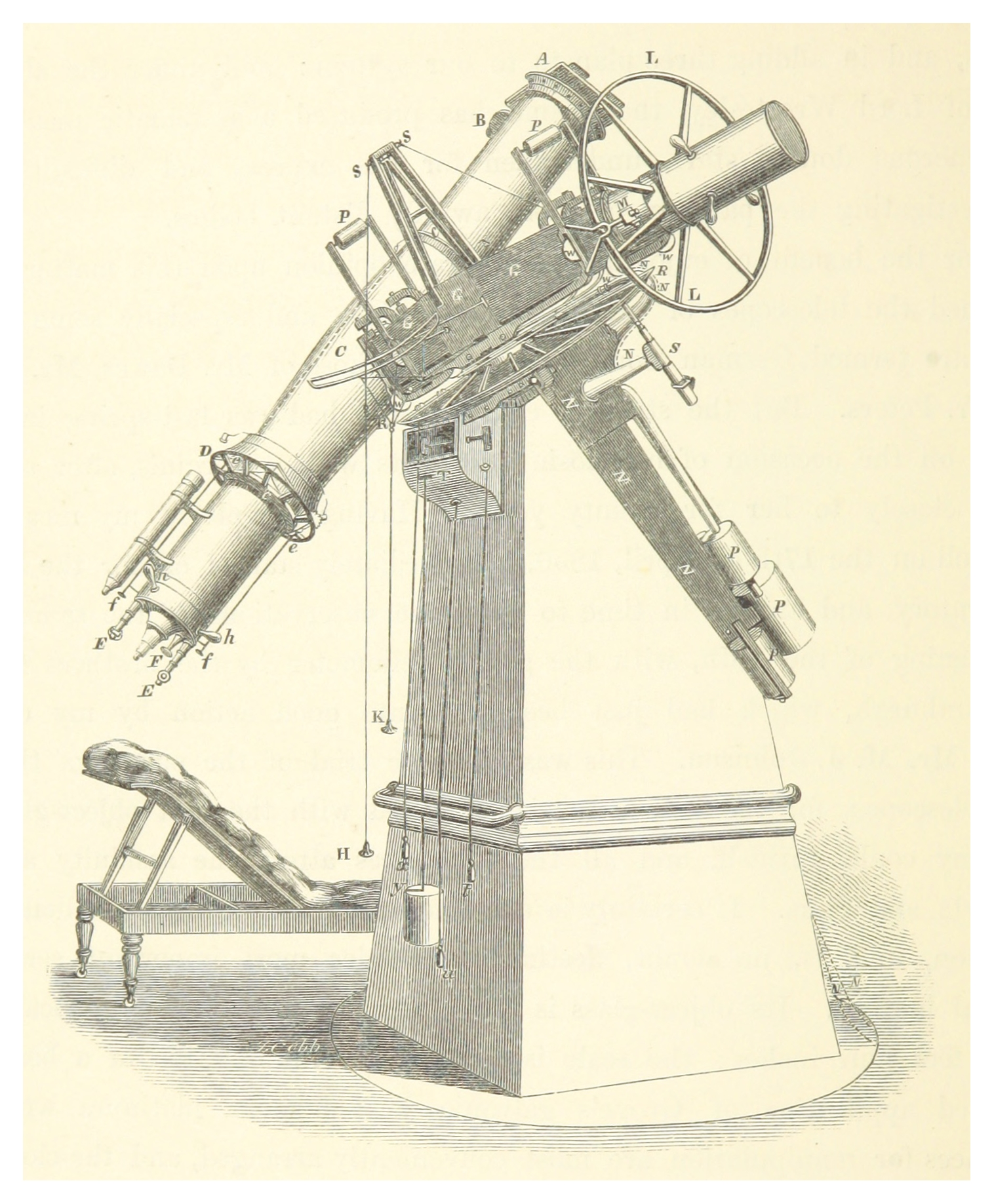
Das Oxford-Heliometer des englischen Astronomen William Henry Smyth.